# Edmond Diet
Edmond Marie Diet, né le 25 septembre 1854 dans l'ancien 10e arrondissement de Paris et mort le 30 octobre 1924 dans le 17e arrondissement, est un compositeur, professeur de musique et critique musical, français.

## Biographie
Fils de l'architecte Arthur-Stanislas Diet (1827-1890), Edmond Diet après des études classiques au collège Stanislas, entreprend une formation d'architecte à l'École des Beaux-Arts qu'il abandonne au bout d'un an pour entrer au Conservatoire de Paris. Il y devient l'élève de César Franck (orgue et harmonie) et d'Ernest Guiraud (orchestration), mais n'est pas lauréat de l'institution,.
Compositeur fécond, Edmond Diet se distingue tout particulièrement dans le genre léger. Son plus grand succès, Madame Putiphar, fera plus de cent représentations à l'Athénée où il est resté deux mois à l'affiche en 1897.
À la fin des années 1890  et au début des années 1900, il devient critique musical dans plusieurs grands journaux parisiens comme La Nation, La Presse, Le Pays ou encore L'Auto.
Mort à son domicile 95, rue Jouffroy à l'âge de 70 ans, Edmond Diet était veuf depuis août 1922 de la chanteuse lyrique et professeur de chant Denise Rochet plus connue sous le nom de Mme Edmond Diet. Ils reposent avec leurs parents et leurs enfants au cimetière de Montmartre (3e division) où leur tombeau est toujours visible.

## Distinctions
- Officier d'académie (arrêté du ministre de l'Instruction publique et des Beaux-Arts du 14 janvier 1894)[14]
- Officier de l'Instruction publique (arrêté du ministre de l'Instruction publique et des Beaux-Arts du 16 février 1899)[15].

## Œuvres
Musique d'opérette
- 1879 : À la Bastille, 1 acte, livret de Félix-Auguste Duvert et Augustin-Théodore de Lauzanne
- 1894 : Monsieur Miss, opérette-vaudeville en 1 acte, pochade orientale d'Ernest Depré, au Trianon-Concert (26 mai)
- 1894 : Fleur de Vertu, opérette-vaudeville en 3 actes, livret d'Ernest Depré, au théâtre des Bouffes-Parisiens (30 mai)[16].
- 1894 : Les Hussards bleus, 2 actes, livret d'Ernest Depré et Charles Thony, au Trianon-Concert (6 novembre)
- 1896 : La Route blanche, 1 acte en vers, livret de Jean Robiquet et Georges Montignac, aux Bouffes-Parisiens (2 juin)
- 1897 : Gentil Crampon, 3 actes, livret d'Eugène Larcher, Auguste Monnier et Georges Montignac, à l'Athénée-Comique (26 octobre-9 novembre)[17]
- 1897 : Madame Putiphar, 3 actes, livret d'Ernest Depré et Léon Xanrof, à l'Athénée-Comique (27 février-24 avril)[18] puis en tournée. Reprise au théâtre des Petits-Champs à Constantinople le 2 décembre 1901. Représentation interdite à Berlin en mars 1902[19]. Partition manuscrite originale (128 pages) conservée à la Bibliothèque nationale de France[20].
- 1898 : La Revanche de Galathée, 1 acte et 3 tableaux en vers, livret de Paul Ferrier, au Théâtre d'Application (20 avril). Reprise le 2 février 1900   au théâtre de la Bodinière[21].
- 1898 : Papa Séraphin, 3 actes et 6 tableaux, livret de Paul Ferrier, à l'Athénée-Comique (octobre). Reprise aux Bouffes-Parisiens en décembre 1901.
- 1902 : Madame la Présidente, 3 actes, livret de Paul Ferrier et Auguste Germain, au Casino d'Enghien-les-Bains (13 juin)[22] puis aux Bouffes-Parisiens (12 septembre)[23] avant de partir en tournée en province[24] et à l'étranger[25]. Reprise à l'Opéra de Monte-Carlo du 30 novembre au 25 décembre 1909.
- 1904 : Le Voyage de la mariée, 3 actes et 9 tableaux, livret de Paul Ferrier, Maurice Ordonneau et Paul Bérel, aux Galeries royales Saint-Hubert à Bruxelles (9 décembre) puis à l'Opéra de Monte-Carlo (26 décembre).

Musique d'opéra-comique
- 1886 : Stratonice, parodie en 1 acte, livret d'Eugène Chardon, au théâtre des Menus-Plaisirs (19 novembre)[26].  Reprise au Théâtre d'Application le 20 janvier 1889.
- 1887 : Cousin Placide, 1 acte, livret d'Eugène Belville, à la Salle Kriegelstein[27] (10 décembre)[28]. Reprise au théâtre royal de Liège en février 1892 et avril 1893. Reprise également au théâtre des Arts de Rouen le 22 janvier 1893[29].
- 1892 : Jour de fête, 1 acte, livret de Stéphan Bordèse d'après Florian, à la Salle Duprez[30] (9 avril)
- 1906 : La Revanche d'Iris, 1 acte en vers, livret de Paul Ferrier d'après sa pièce, à l'Opéra-Comique (13 mai)[6],[31],[32],[7].

Musique de ballet
- 1889 : Scientia, ballet en 1 acte, livret d'Eugène Belville, au Paradis latin (20 janvier)
- 1893 : La Grève, pantomime en 2 actes et 3 tableaux, livret d'Alphonse de Jestières d'après La Robe, nouvelle d'Eugène Manuel, au théâtre lyrique de la Galerie Vivienne (3 mars)[33]
- 1894 : Monsieur Ruy Blas, monomime en 1 acte, livret de Paul Eudel et Bertrand Millanvoye, au Cercle Funambulesque (18 juin)
- 1895 : Le Masque rose, scène idylle en 1 acte, livret de Jean Rameau, au château de l'Isle (26 mars)
- 1895 : L'Araignée d'Or, ballet-pantomime en 1 acte et 2 tableaux, conte féérique de Jean Lorrain, mise en scène de Mariquita, au théâtre des Folies Bergère (7 mai). Reprise au même théâtre le 10 octobre 1896.
- 1895 : La Belle et la Bête, ballet-pantomime en 2 actes et 3 tableaux, livret de Richard O'Monroy d'après le conte de Charles Perrault, mise en scène de Mariquita, au théâtre des Folies Bergère (17 septembre)
- 1896 : Rêve de Noël, ballet-pantomime en 1 acte et 3 tableaux, livret de Jean Lorrain, à l'Olympia (4 décembre)[34]
- 1897 : Sardanapale, ballet-pantomime à grand spectacle en 1 acte et 2 tableaux, livret de Max Maurey et Lucien Puech[35], à l'Olympia (30 septembre)[36]
- 1900 : La Belle aux Cheveux d'or, ballet-légende en 3 visions, livret de Jean Lorrain, à l'Olympia (3 mai)
- 1900 : Watteau, ballet en 1 acte et 3 tableaux, livret de Jean Lorrain, à l'Olympia (8 octobre)[37].

Musique de revue
- 1896 : High Muff' Revue, revue en 2 actes de Jean Malus et Ernest Depré, au théâtre des Mathurins (12 juin).

Musique de scène
- 1908 : Chérubin, comédie en 3 actes en vers de Francis de Croisset, au théâtre Fémina (16-25 mai) [38]
- 1909 : Le Roi des Dames, comédie en 3 actes en vers de Paul Ferrier, au Cercle Volney (11 juin)[39].

Edmond Diet est aussi l'auteur de musique religieuse (O Salutaris, Les Premiers pas de Jésus) et de nombreuses valses, marches et mélodies,,. Il a également mis en musique des poèmes de grands écrivains contemporains comme Alfred de Musset (Conseils à une parisienne), Paul Verlaine (Extase, Colloque sentimental) ou encore Victor Hugo.

## Publications
- 1887 : Stratonice, partition pour chant et piano, éditions Léon Grus à Paris[40].
- 1892 : Cousin Placide, partition pour chant et piano, éditions A. Quinzard & Cie à Paris[41].
- 1894 : Fleur de vertu, partition pour chant et piano, éditions Paul Dupont à Paris[42].
- 1902 : Madame la Présidente, partition pour chant et piano, in-4° broché de 195 pages, éditions Choudens à Paris[43].
- 1904 : Le Voyage de la mariée, partition pour chant et piano, éditions Choudens à Paris[44].
- 1920 : Historiettes. 12 pièces très faciles pour piano, in-8° broché de 23 pages, couverture illustrée par Géo Dorival, éditions musicales Alphonse Leduc à Paris.

## Discographie
- 1923 : Nationale Marche, interprétée par l'orchestre Pathé Frères, direction Auguste Bosc, disque Pathé n° 6297.